# ONE -one for all-
『ONE -one for all-』（ワン ワン・フォー・オール）は、FANATIC◇CRISISの4作目のスタジオ・アルバム。1998年3月4日発売。

## 解説
メジャー・デビュー後初アルバム。シングル3作を収録。本作は作曲において、全曲Vo.石月努が携わっている。初回限定盤はトランプ付。MASKと本作をを最高傑作と呼ぶファンも多い。

## 収録曲
全作詞：石月努
1. Rewind for one　[0:56]
2. Freedom　[5:36]
  - 作曲：石月努
  - 編曲：FANATIC◇CRISIS・小路隆
3. サーカス　[3:26]
  - 作曲：石月努・和也
  - 編曲：FANATIC◇CRISIS・西平彰
  - 「SUPER SOUL」のC/W曲。
4. SUPER SOUL　[4:43]
  - 作曲：石月努・和也
  - 編曲：FANATIC◇CRISIS・西平彰
5. 独裁者　[3:39]
  - 作曲：石月努
  - 編曲：FANATIC◇CRISIS
6. スピードコレクター　[4:47]
  - 作曲：石月努・RYUJI
  - 編曲：FANATIC◇CRISIS
7. night shadow　[4:40]
  - 作曲：石月努・Shun
  - 編曲：FANATIC◇CRISIS
8. Still Alone　[4:52]
  - 作曲：石月努・和也
  - 編曲：FANATIC◇CRISIS
9. SLEEPER　[5:15]
  - 作曲：石月努
  - 編曲：FANATIC◇CRISIS・小路隆
10. HYSTERIC EARTH　[3:00]
  - 作曲：石月努・和也
  - 編曲：FANATIC◇CRISIS
11. ONE -one for all-　[4:51]
  - 作曲：石月努・Shun
  - 編曲：FANATIC◇CRISIS・小路隆
  - 先行シングル。収録にあたり副題が改題。
12. one for the future/z　[2:54]